# Football League Championship 2025-2026
La Football League Championship 2025-2026 è la 123ª edizione del campionato inglese di calcio di seconda divisione, la trentacinquesima con i play-off e a 24 squadre. La regular season è iniziata l'8 agosto 2025 e terminerà il 2 maggio 2026, a cui seguirà la fase finale che si concluderà con la finale dei play-off.

## Avvenimenti

### Cambiamenti di squadra dalla scorsa stagione

#### Dalla Championship
Promosse in Premier League
- Leeds Utd
- Burnley
- Sunderland

Retrocesse in League One
- Luton Town
- Plymouth
- Cardiff City

#### In Championship
Retrocesse dalla Premier League
- Leicester City
- Ipswich Town
- Southampton

Promosse dalla League One
- Birmingham City
- Wrexham
- Charlton

## Squadre partecipanti
| Squadra          | Stagione | Città               | Stadio                 | Stagione precedente                         |
| ---------------- | -------- | ------------------- | ---------------------- | ------------------------------------------- |
| Birmingham City  | dettagli | Birmingham          | St Andrew's            | 1º in League One, promossa                  |
| Blackburn Rovers | dettagli | Blackburn           | Ewood Park             | 7º in Football League Championship          |
| Bristol City     | dettagli | Bristol             | Ashton Gate Stadium    | 6º in Football League Championship          |
| Charlton         | dettagli | Londra(Charlton)    | The Valley             | 4º in League One, promossa dopo il play-off |
| Coventry City    | dettagli | Coventry            | Ricoh Arena            | 5º in Football League Championship          |
| Derby County     | dettagli | Derby               | Pride Park Stadium     | 19º in Football League Championship         |
| Hull City        | dettagli | Kingston upon Hull  | KC Stadium             | 21º in Football League Championship         |
| Ipswich Town     | dettagli | Ipswich             | Portman Road           | 19º in Premier League, retrocessa           |
| Leicester City   | dettagli | Leicester           | Leicester City Stadium | 18º in Premier League, retrocessa           |
| Middlesbrough    | dettagli | Middlesbrough       | Riverside Stadium      | 10º in Football League Championship         |
| Millwall         | dettagli | Londra (Bermondsey) | The Den                | 8º in Football League Championship          |
| Norwich City     | dettagli | Norwich             | Carrow Road            | 13º in Football League Championship         |
| Oxford Utd       | dettagli | Oxford              | Kassam Stadium         | 17º in Football League Championship         |
| Portsmouth       | dettagli | Portsmouth          | Fratton Park           | 16º in Football League Championship         |
| Preston N.E.     | dettagli | Preston             | Deepdale               | 20º in Football League Championship         |
| QPR              | dettagli | Londra (White City) | Loftus Road            | 15º in Football League Championship         |
| Sheffield Utd    | dettagli | Sheffield           | Bramall Lane           | 3º in Football League Championship          |
| Sheffield Weds   | dettagli | Sheffield           | Hillsborough Stadium   | 12º in Football League Championship         |
| Southampton      | dettagli | Southampton         | St Mary's              | 20º in Premier League, retrocessa           |
| Stoke City       | dettagli | Stoke-on-Trent      | Bet365 Stadium         | 18º in Football League Championship         |
| Swansea City     | dettagli | Swansea             | Liberty Stadium        | 11º in Football League Championship         |
| Watford          | dettagli | Watford             | Vicarage Road          | 14º in Football League Championship         |
| West Bromwich    | dettagli | West Bromwich       | The Hawthorns          | 9º in Football League Championship          |
| Wrexham          | dettagli | Wrexham             | Racecourse Ground      | 2º in League One, promossa                  |

### Allenatori e primatisti
| Squadra              | Allenatore         | Più presente | Cannoniere |
| -------------------- | ------------------ | ------------ | ---------- |
| Birmingham City      | Chris Davies       |              |            |
| Blackburn Rovers     | Valérien Ismaël    |              |            |
| Bristol City         | Gerhard Struber    |              |            |
| Charlton             | Nathan Jones       |              |            |
| Coventry City        | Frank Lampard      |              |            |
| Derby County         | John Eustace       |              |            |
| Hull City            | Sergej Jakirović   |              |            |
| Ipswich Town         | Kieran McKenna     |              |            |
| Leicester City       | Martí Cifuentes    |              |            |
| Middlesbrough        | Rob Edwards        |              |            |
| Millwall             | Alex Neil          |              |            |
| Norwich City         | Liam Manning       |              |            |
| Oxford United        | Gary Rowett        |              |            |
| Portsmouth           | John Mousinho      |              |            |
| Preston North End    | Paul Heckingbottom |              |            |
| Queens Park Rangers  | Julien Stéphan     |              |            |
| Sheffield United     | Rubén Sellés       |              |            |
| Sheffield Wednesday  | Danny Röhl         |              |            |
| Southampton          | William Still      |              |            |
| Stoke City           | Mark Robins        |              |            |
| Swansea City         | Alan Sheehan       |              |            |
| Watford              | Paulo Pezzolano    |              |            |
| West Bromwich Albion | Ryan Mason         |              |            |
| Wrexham              | Phil Parkinson     |              |            |

## Classifica
Aggiornata al 17 agosto 2025
|  | Pos. | Squadra          | Pt | G | V | N | P | GF | GS | DR |
|  | ---- | ---------------- | -- | - | - | - | - | -- | -- | -- |
|  | 1.   | Stoke City       | 6  | 2 | 2 | 0 | 0 | 6  | 1  | +5 |
|  | 2.   | Middlesbrough    | 6  | 2 | 2 | 0 | 0 | 4  | 0  | +4 |
|  | 3.   | West Bromwich    | 6  | 2 | 2 | 0 | 0 | 4  | 2  | +2 |
|  | 4.   | Bristol City     | 4  | 2 | 1 | 1 | 0 | 4  | 1  | +3 |
|  | 5.   | Coventry City    | 4  | 2 | 1 | 1 | 0 | 5  | 3  | +2 |
|  | 6.   | Birmingham City  | 4  | 2 | 1 | 1 | 0 | 3  | 2  | +1 |
|  | 7.   | Preston N.E.     | 4  | 2 | 1 | 1 | 0 | 3  | 2  | +1 |
|  | 8.   | Southampton      | 4  | 2 | 1 | 1 | 0 | 3  | 2  | +1 |
|  | 9.   | Hull City        | 4  | 2 | 1 | 1 | 0 | 3  | 2  | +1 |
|  | 10.  | Charlton         | 4  | 2 | 1 | 1 | 0 | 1  | 0  | +1 |
|  | 11.  | Leicester City   | 3  | 2 | 1 | 0 | 1 | 3  | 3  | 0  |
|  | 12.  | Norwich City     | 3  | 2 | 1 | 0 | 1 | 3  | 3  | 0  |
|  | 13.  | Portsmouth       | 3  | 2 | 1 | 0 | 1 | 2  | 2  | 0  |
|  | 14.  | Watford          | 3  | 2 | 1 | 0 | 1 | 2  | 2  | 0  |
|  | 15.  | Swansea City     | 3  | 2 | 1 | 0 | 1 | 1  | 1  | 0  |
|  | 16.  | Millwall         | 3  | 2 | 1 | 0 | 1 | 2  | 4  | -2 |
|  | 17.  | Ipswich Town     | 2  | 2 | 0 | 2 | 0 | 2  | 2  | 0  |
|  | 18.  | QPR              | 1  | 2 | 0 | 1 | 1 | 2  | 3  | -1 |
|  | 19.  | Wrexham          | 0  | 2 | 0 | 0 | 2 | 3  | 5  | -2 |
|  | 20.  | Oxford Utd       | 0  | 2 | 0 | 0 | 2 | 2  | 4  | -2 |
|  | 21.  | Blackburn Rovers | 0  | 2 | 0 | 0 | 2 | 1  | 3  | -2 |
|  | 22.  | Derby County     | 0  | 2 | 0 | 0 | 2 | 4  | 8  | -4 |
|  | 23.  | Sheffield Weds   | 0  | 2 | 0 | 0 | 2 | 1  | 5  | -4 |
|  | 24.  | Sheffield Utd    | 0  | 2 | 0 | 0 | 2 | 1  | 5  | -4 |

Legenda:
      Promosso in Premier League 2026-2027.
   Ammesse ai play-off per un posto in Premier League 2026-2027.
      Retrocesso in Football League One 2026-2027.
Regolamento:
Tre punti a vittoria, uno a pareggio, zero a sconfitta.
In caso di arrivo di due o più squadre a pari punti, la graduatoria verrà stilata secondo i seguenti criteri:
- differenza reti
- maggior numero di gol segnati
- classifica avulsa
- maggior numero di vittorie
- maggior numero di gol segnati in trasferta
- fair play
- spareggio

Note:

## Risultati

### Tabellone
Ogni riga indica i risultati casalinghi della squadra segnata a inizio della riga, contro le squadre segnate colonna per colonna (che invece avranno giocato l'incontro in trasferta). Al contrario, leggendo la colonna di una squadra si avranno i risultati ottenuti dalla stessa in trasferta, contro le squadre segnate in ogni riga, che invece avranno giocato l'incontro in casa.
|                 | BIR  | BLA  | BRI  | CHA  | COV  | DER  | HUL  | IPS  | LEI  | MID  | MIL  | NOR  | OXF  | POR  | PNE  | QPR  | SHU  | SHW  | SOU  | STO  | SWA  | WAT  | WBA  | WRE  |
| --------------- | ---- | ---- | ---- | ---- | ---- | ---- | ---- | ---- | ---- | ---- | ---- | ---- | ---- | ---- | ---- | ---- | ---- | ---- | ---- | ---- | ---- | ---- | ---- | ---- |
| Birmingham City | –––– |      |      |      |      |      |      | 1-1  |      |      |      |      |      |      |      |      |      |      |      |      |      |      |      |      |
| B. Rovers       | 1-2  | –––– |      |      |      |      |      |      |      |      |      |      |      |      |      |      |      |      |      |      |      |      |      |      |
| Bristol City    |      |      | –––– | 0-0  |      |      |      |      |      |      |      |      |      |      |      |      |      |      |      |      |      |      |      |      |
| Charlton        |      |      |      | –––– |      |      |      |      |      |      |      |      |      |      |      |      |      |      |      |      |      | 1-0  |      |      |
| Coventry City   |      |      |      |      | –––– |      | 0-0  |      |      |      |      |      |      |      |      |      |      |      |      |      |      |      |      |      |
| Derby County    |      |      |      |      | 3-5  | –––– |      |      |      |      |      |      |      |      |      |      |      |      |      |      |      |      |      |      |
| Hull City       |      |      |      |      |      |      | –––– |      |      |      |      |      | 3-2  |      |      |      |      |      |      |      |      |      |      |      |
| Ipswich Town    |      |      |      |      |      |      |      | –––– |      |      |      |      |      |      |      |      |      |      | 1-1  |      |      |      |      |      |
| Leicester City  |      |      |      |      |      |      |      |      | –––– |      |      |      |      |      |      |      |      | 2-1  |      |      |      |      |      |      |
| Middlesbrough   |      |      |      |      |      |      |      |      |      | –––– |      |      |      |      |      |      |      |      |      |      | 1-0  |      |      |      |
| Millwall        |      |      |      |      |      |      |      |      |      | 0-3  | –––– |      |      |      |      |      |      |      |      |      |      |      |      |      |
| Norwich City    |      |      |      |      |      |      |      |      |      |      | 1-2  | –––– |      |      |      |      |      |      |      |      |      |      |      |      |
| Oxford United   |      |      |      |      |      |      |      |      |      |      |      |      | –––– | 0-1  |      |      |      |      |      |      |      |      |      |      |
| Portsmouth      |      |      |      |      |      |      |      |      |      |      |      | 1-2  |      | –––– |      |      |      |      |      |      |      |      |      |      |
| Preston         |      |      |      |      |      |      |      |      | 2-1  |      |      |      |      |      | –––– |      |      |      |      |      |      |      |      |      |
| QPR             |      |      |      |      |      |      |      |      |      |      |      |      |      |      | 1-1  | –––– |      |      |      |      |      |      |      |      |
| S. United       |      |      | 1-4  |      |      |      |      |      |      |      |      |      |      |      |      |      | –––– |      |      |      |      |      |      |      |
| S. Wednesday    |      |      |      |      |      |      |      |      |      |      |      |      |      |      |      |      |      | –––– |      | 0-3  |      |      |      |      |
| Southampton     |      |      |      |      |      |      |      |      |      |      |      |      |      |      |      |      |      |      | –––– |      |      |      |      | 2-1  |
| Stoke City      |      |      |      |      |      | 3-1  |      |      |      |      |      |      |      |      |      |      |      |      |      | –––– |      |      |      |      |
| Swansea City    |      |      |      |      |      |      |      |      |      |      |      |      |      |      |      |      | 1-0  |      |      |      | –––– |      |      |      |
| Watford         |      |      |      |      |      |      |      |      |      |      |      |      |      |      |      | 2-1  |      |      |      |      |      | –––– |      |      |
| West B.A.       |      | 1-0  |      |      |      |      |      |      |      |      |      |      |      |      |      |      |      |      |      |      |      |      | –––– |      |
| Wrexham         |      |      |      |      |      |      |      |      |      |      |      |      |      |      |      |      |      |      |      |      |      |      | 2-3  | –––– |

## Play-off
Tabellone
|  | Semifinali | Semifinali | Semifinali | Semifinali | Semifinali |  |  | Finale | Finale | Finale |  |
|  |            |            |            |            |            |  |  |        |        |        |  |
|  | 6          |            |            |            |            |  |  |        |        |        |  |
|  | 3          |            |            |            |            |  |  |        |        |        |  |
|  | 5          |            |            |            |            |  |  |        |        |        |  |
|  | 4          |            |            |            |            |  |  |        |        |        |  |

### Semifinali
| Squadra 1 | Totale | Squadra 2 | Andata | Ritorno |
| --------- | ------ | --------- | ------ | ------- |
|           | -      |           | -      | -       |
|           | -      |           | -      | -       |

## Statistiche

### Individuali

#### Classifica marcatori
| Gol |  |  | Giocatore | Squadra |
| --- |  |  | --------- | ------- |